# Dianne Reeves
Dianne Reeves, nacida el 23 de octubre de 1956 en la ciudad de Detroit, en el estado de Míchigan, Estados Unidos, está considerada como una de las más importantes cantantes femeninas de jazz de nuestro tiempo.
Descubierta por el trompetista Clark Terry cuando todavía iba al colegio, la cantante comenzó a cantar en la banda de su escuela, y con ella recibió un premio durante la Citywide Big Band, una competición escolar celebrada en Denver. Aquel premio le sirvió para asistir a la conferencia de la National Association of Jazz Educators en Chicago. Terry la escuchó durante la conferencia y decidió ayudarla. Dianne Reeves ha cantado con el trompetista cuando aún estaba en la Universidad de Colorado. Inició su carrera en Los Ángeles en 1976. En California, Dianne Reeves descubre el trabajo en estudio, y se empapa de cultura musical. Graba con Lenny White, Stanley Turrentine, Alphonso Johnson, y The Latin Ensemble.
Es prima del desaparecido pianista George Duke.

## Biografía
Entre 1978 y 1980, conoce a Billy Childs y comienza una relación artística que durará diez años; con Childs, Dianne aborda el período de desarrollo musical más importante de su vida. Acompaña al grupo Night Flight en el conocido "circuito de las playas" americanas, dándose a conocer en todo el sur de California En 1981 trabaja con Sergio Mendes y con el compositor Phil Moore. Ya en aquella época recibe los primeros elogios de la crítica y las primeras muestras de reconocimiento del público. Al año siguiente, Dianne y Billy producen su primer álbum para el sello "Palo Alto" titulado: "Welcome To My Love"
En 1986 Reeves, se instala en Nueva York y tras grabar su segundo álbum, en el que se aprecia mucho la influencia de Harry Belafonte: "Fore Every Heart" (Palo Alto) regresa a la costa Oeste donde ambos deciden formar un trío con el que realizan una amplia gira por todos los Estados Unidos.
En 1987, Dianne Reeves interviene en el concierto "Echoes of Ellington" en Los Ángeles, en homenaje al gran compositor y pianista. Esa noche Bruce Lundvall, presidente de Blue Note Records, está entre el público y tras escucharla la invita a entrar en su discográfica, una decisión que reforzará definitivamente su carrera. Su primer álbum para el sello de la etiqueta azul, "Dianne Reeves" (Blue Note-1987) incluye un arreglo del tema de Ellington: "Better Days" que se convierte en un enorme éxito. Tras el éxito de esa primera grabación, Dianne inicia una gira por los Estados Unidos y Asia que se prolonga hasta 1989. Sus grabaciones se suceden año tras año y su voz es muy apreciada por los entendidos y el público de jazz. 
En 1991 graba: "I Remember" para Blue Note y el disco permanece durante más de tres meses en la lista de jazz vocal más vendidos de los Estados Unidos. A ese enorme disco le siguen: "Art and Survival" para el sello EMI en 1994, trabajando junto al productor Eddie del Barrio, amigo y cómplice de aventuras musicales. Un nuevo álbum al año siguiente para Blue Note: "Quiet After The Storm" fue nominado para el Grammy por la mejor interpretación vocal de Jazz. Ya subida en la cresta de la ola, graban un disco con los grandes del jazz entre los que se encuentran: Joe Williams, Clark Terry, Harry "Sweets" Edison, James Moody, Phil Woods, Toots Thielemans, y Kenny Barron. El disco se titula: "The Grand Encounter" y constituyó un enorme éxito. 
Dianne Reeves, sigue en la actualidad grabando discos para Blue Note y está afianzada como una de las voces más cualificadas en el mundo del jazz vocal contemporáneo y sus admiradores suelen disfrutar con enorme interés cada actuación, concierto o disco que saca al mercado.

## Discografía
- 1977 - Welcome to My Love
- 1987 - Better Days
- 1988 - I Remember
- 1990 - Never Too Far
- 1991 - Dianne Reeves (igual como Better Days)
- 1993 - Art & Survival
- 1994 - Quiet After the Storm
- 1996 - The Grand Encounter
- 1996 - Palo Alto Sessions
- 1997 - That Day
- 1997 - New Morning (live)
- 1999 - Bridges... producida por su primo George Duke.
- 2000 - In The Moment (live)
- 2001 - The Calling: Celebrating Sarah Vaughan
- 2002 - Best of Dianne Reeves
- 2003 - A Little Moonlight
- 2004 - Christmas Time is Here
- 2005 - Good Night, and Good Luck (Banda sonora)
- 2006 - Music for Lovers (Blue Note)
- 2008 - When You Know (Blue Note)
- 2013 - Beautiful Life (Concord)
- 2016 - Light Up the Niht: Live in Marciac (Concord)

## Premios Grammy
Ganó 5 Premios Grammy por "Mejor interpretación vocal de Jazz" por sus álbumes
- 2001 In the Moment (2000)
- 2002 The Calling (2001)
- 2003 A Little Moonlight (2002)
- 2006 Good Night, and Good Luck (Banda sonora) (2005)
- 2015: Beautiful Life (álbum)

Fue la única cantante que obtuvo este premio Grammy por tres grabaciones consecutivas.